# Friedemann Mattern

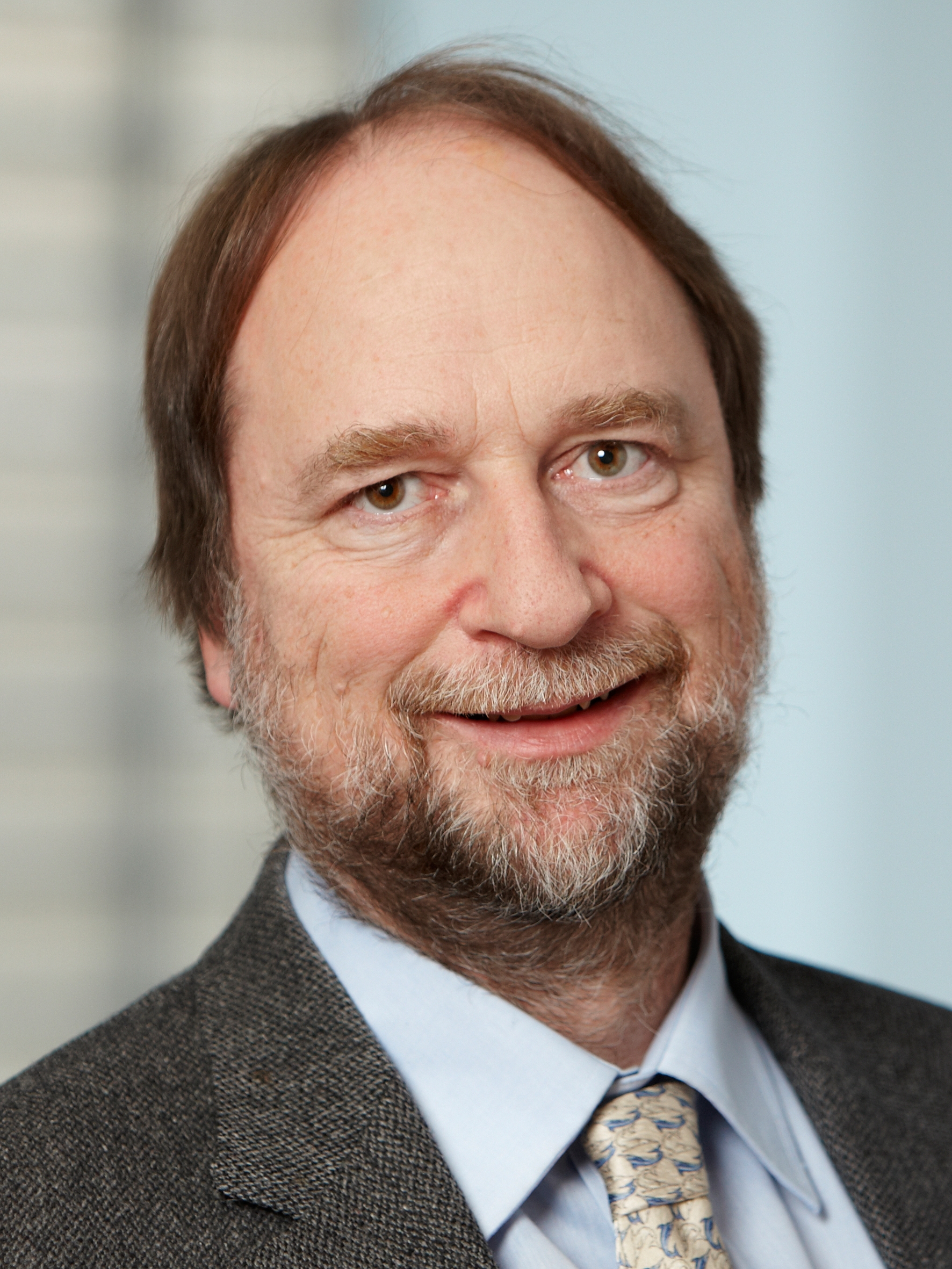
Friedemann Mattern (2014)

Friedemann Mattern (* 28. Juli 1955 in Freiburg im Breisgau) ist ein deutscher Informatiker.

## Leben
Nach dem Studium der Informatik mit Nebenfach Kommunikationswissenschaften an der Universität Bonn (1975–1982) wurde Mattern wissenschaftlicher Mitarbeiter im Sonderforschungsbereich "VLSI-Entwurf und Parallelität" am Fachbereich Informatik der Universität Kaiserslautern. 1989 wurde er mit einer Dissertation zum Thema "Verteilte Basisalgorithmen" promoviert. 1991 erhielt er eine Professur an der Universität des Saarlandes in Saarbrücken; 1994 wechselte er an die Technische Universität Darmstadt, wo er das Graduiertenkolleg "Infrastruktur für den elektronischen Markt" und ein Seminar zur Geschichte der Informatik gründete.
1999 folgte er dem Ruf an die ETH Zürich und begann mit dem Aufbau einer Forschungsgruppe für Ubiquitous Computing. Er leitete bis zu seiner Emeritierung das Fachgebiet "Verteilte Systeme" und gründete im Herbst 2002 das Institut für Pervasive Computing der ETH Zürich. Von 2010 bis 2013 war er überdies Vorsteher des Informatik-Departements der ETH. Im Juli 2020 wurde Mattern emeritiert.

## Mitgliedschaften
- Deutsche Akademie der Naturforscher (Leopoldina)[1]
- Deutsche Akademien der Technikwissenschaften (acatech)
- Heidelberger Akademie der Wissenschaften
- Academia Europaea (2013)[2]

## Publikationen (Auswahl)
- F. Mattern: Algorithms for distributed termination detection. In: Distributed Computing. Band 2, 1987, S. 161–175, doi:10.1007/BF01782776.
- F. Mattern: Virtual Time and Global States of Distributed Systems. In: M. Corsnard et al. (Hrsg.): Proceedings of the International Workshop on Parallel and Distributed Algorithms. Elsevier, 1989 (washington.edu [PDF]).
- Reinhard Schwarz, Friedemann Mattern: Detecting causal relationships in distributed computations: In search of the holy grail. In: Distributed Computing. Band 7, 1994, S. 149–174, doi:10.1007/BF02277859.
- J. Bohn, V. Coroamă, M. Langheinrich, F. Mattern, M. Rohs: Social, Economic, and Ethical Implications of Ambient Intelligence and Ubiquitous Computing. In: W. Weber, J.M. Rabaey, E. Aarts (Hrsg.): Ambient Intelligence. Springer, Berlin, Heidelberg 2005, ISBN 978-3-540-23867-6, S. 5–29, doi:10.1007/3-540-27139-2_2.
- F. Mattern: Vom Verschwinden des Computers — Die Vision des Ubiquitous Computing. In: F. Mattern (Hrsg.): Total vernetzt. Springer, Berlin, Heidelberg 2003, ISBN 978-3-642-62432-2, S. 1–41, doi:10.1007/978-3-642-55550-3_1.
- als Herausgeber zusammen mit Elgar Fleisch: Das Internet der Dinge. Ubiquitous computing und RFID in der Praxis. Visionen, Technologien, Anwendungen, Handlungsanleitungen. Springer, Berlin, Heidelberg und New York 2005, 378 (VIII) S., ISBN 3-540-24003-9